# Призма Глана — Фуко

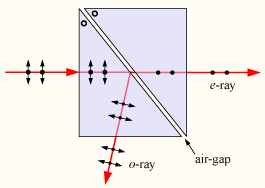
Призма Глана — Фуко отклоняет p- поляризованный свет, пропуская s- поляризованную волну. Оптическая ось материала призмы перпендикулярна плоскости диаграммы.

Призма Глана — Фуко (также называемая призмой Глана с воздушной прослойкой) — это тип призмы, которая используется в качестве поляризатора. По конструкции она похожа на призму Глана — Томпсона, за исключением того, что две прямоугольные кальцитовые призмы разделены воздушным зазором, а не скреплены друг с другом. Полное внутреннее отражение p- поляризованного света в воздушном зазоре означает, что только s- поляризованный свет проходит прямо через призму.

## Устройство
По сравнению с призмой Глана — Томпсона призма Глана — Фуко имеет более узкий угол падения, на котором она работает, но поскольку в ней используется воздушный зазор, а не цемент, можно использовать гораздо более высокие уровни освещенности без повреждений. Таким образом, призму можно использовать с лазерным излучением. Призма также короче (для данной используемой апертуры), чем конструкция Глана — Томпсона, а угол отклонения отражённого луча может быть близок к 90 °, что иногда бывает полезно. Призмы Глана — Фуко обычно не используются в качестве поляризационных светоделителей, поскольку прошедший луч полностью поляризован, а отраженный — нет.

## Поляризация
Призма Глана — Тейлора аналогична, за исключением того, что оси кристалла и направление проходящей поляризации ортогональны конструкции Глана — Фуко. Это даёт более высокое пропускание и лучшую поляризацию отражённого света. Кальцитовые призмы Глана — Фуко в настоящее время используются редко, их в основном заменяют поляризаторы Глана — Тейлора и другие более современные конструкции.
Призмы ортованадата иттрия (YVO4), основанные на конструкции Глана — Фуко, имеют лучшую поляризацию отражённого луча и более высокий порог повреждения по сравнению с кальцитовыми призмами Глана — Фуко и Глана — Тейлора. Однако призмы YVO4 более дороги и могут принимать лучи в очень ограниченном диапазоне углов падения.